# Scoubidou

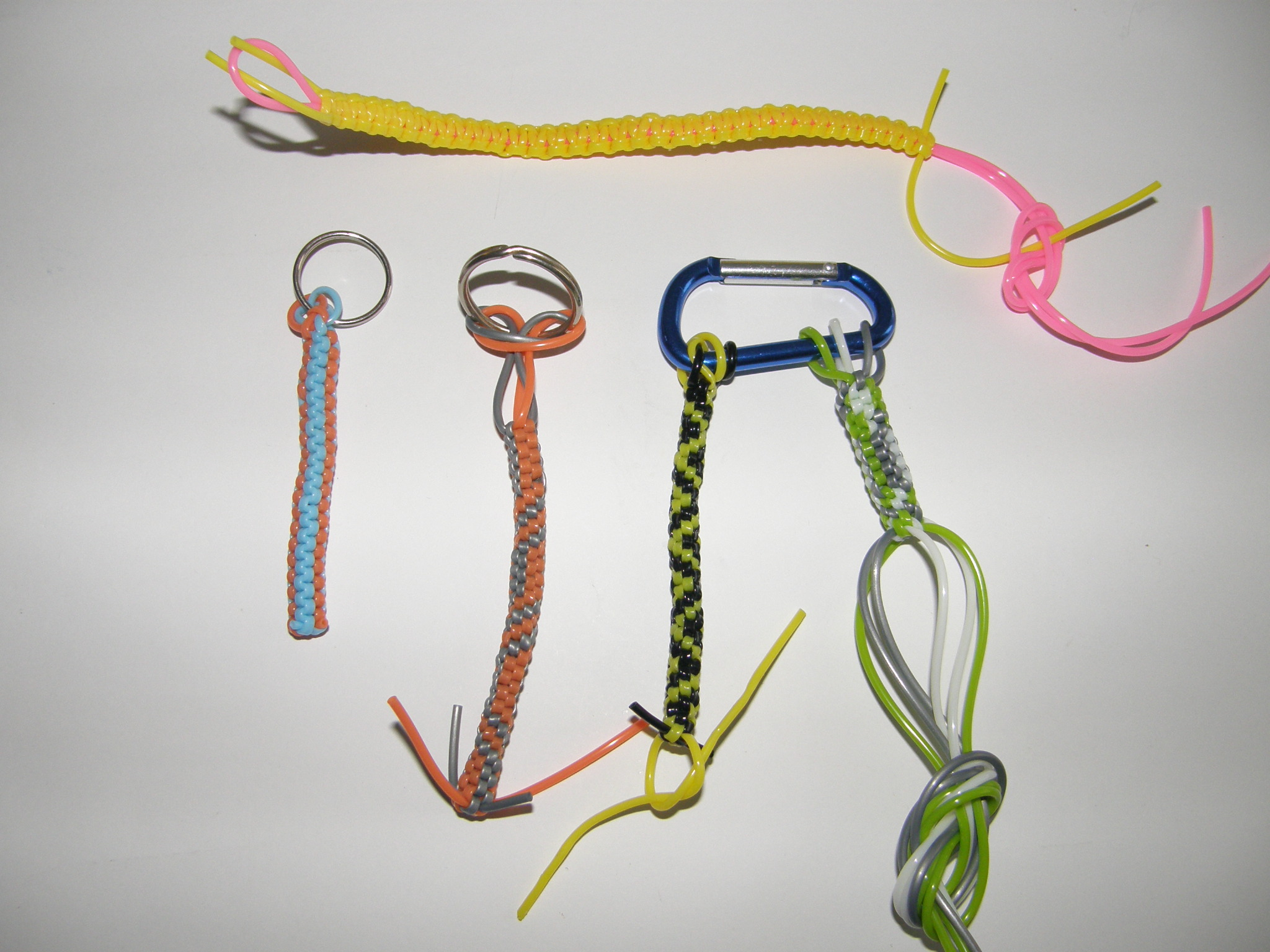
Schlüsselanhänger mit Scoubidou-Plastikbändern

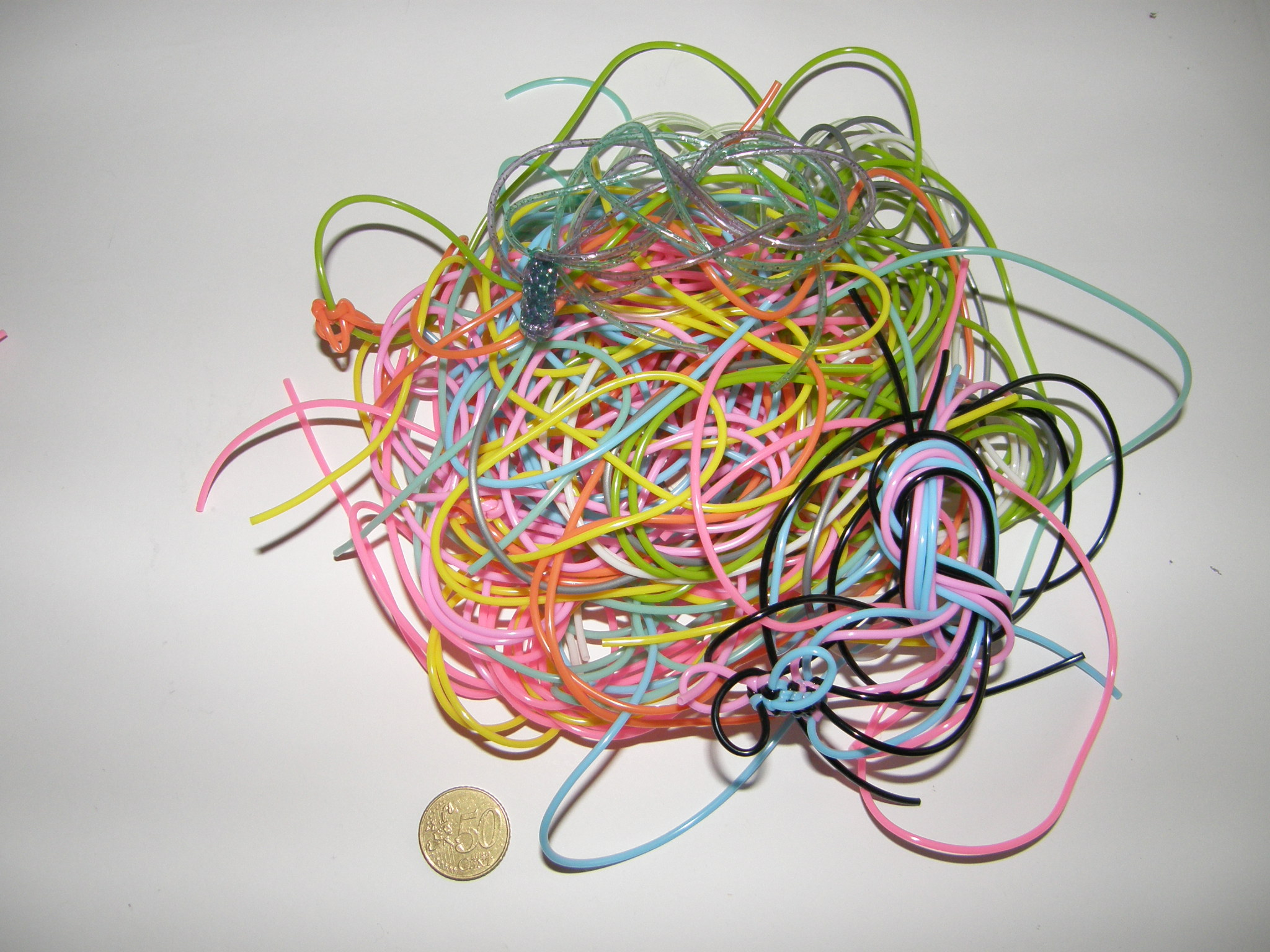
Plastikbänder mit 2 mm ⌀, das Ausgangsmaterial für Scoubidou

Scoubidou, englisch auch Scooby-Doo, bezeichnet geknüpfte Gegenstände, auf Deutsch Hexentreppchen.

## Geschichte
Scoubidous dienen in Westafrika unter anderem zur Verzierung von Keramik, hier sind sie auch als Roulettes oder, genauer „braided strip roulette“ oder „plaited cord-roulette“ bekannt. Sie finden seit mindestens dem 1. vorchristlichen Jahrtausend Verwendung. Erste Nachweise im Niltal stammen aus postmeroitischer Zeit.

## Europa
Auch Bänder, vor allem Schlüsselanhänger, aus bunten Plastikbändern (tatsächlich dünnwandige PVC-Schläuche) werden so bezeichnet. Das europäische Scoubidou-Basteln breitete sich vermutlich von Frankreich über das Saarland nach Deutschland aus. Es wurden schon in den 1980er Jahren Scoubidous aus Isolierungen von Elektrodrähten oder auch aus Wollfäden geknüpft. Der Name soll von einem gleichnamigen Schlager des Chansonniers Sacha Distel (1933–2004) stammen, dessen Fans kleine Flechtwerke aus Gitarrensaiten trugen.